# Águila (apellido)

## Origen
Este apellido es un apellido toponímico, porque se origina en el actual municipio de Ávila (lugar donde habitan las águilas) en España, desde donde se distribuye a otros lugares de Castilla, Extremadura, Andalucía, Cataluña y América. Su origen se relaciona con los orígenes del apellido Ávila y Del Águila; En Israel también existe una ciudad similar llamada Neshe (águila en hebreo), sin embargo el apellido en hebreo no podría guardar relación con la ciudad o con el monicipio de Ávila, pues es usado en la cultura Judía de manera Patronímica.
El apellido obtuvo méritos al participar con los doscientos caballeros de linaje que reconquistaron Sevilla en el año 1248, acompañando al rey San Fernando. Este apellido y los apellidos de estos caballeros son, en parte, de unos sevillanos anteriores a la invasión de España por los moros, es decir, que se remontan a época visigoda, e incluso a época romana. Algunos descendientes de aquellos sevillanos del siglo VIII, después de haber vivido quinientos años en el exilio en Asturias, Galicia o León, regresaron a Sevilla. Otros apellidos de la época de la Reconquista son de origen gallego, asturiano, castellano, catalán o navarro, de caballeros de San Fernando que aun sin proceder de familias antiguas sevillanas, deciden quedarse en dicha ciudad. También había apellidos de origen musulmán.
El apellido Águila es castellano y pudo proceder de manera más precisa de la actual comunidad autónoma española de Castilla y León, donde se encuentra el municipio de Ávila, zona geográfica donde algunos historiadores aseguran que en la Edad Antigua fue fundada por Romanos y fue invadida por fuerzas Franco-alemanas.
En la época de la conquista de América, el apellido llegó por el Estado de Veracruz con los conquistadores, dejando descendencia en los Estados de Puebla y Tlaxcala principalmente. 
El apellido Águila por último aparece en diferentes documentos españoles y figura en el "Diccionario Heráldico y Nobiliario de los Reinos de España" de Fernando González Doria (entre otros documentos Heráldicos), por lo que el linaje Águila tiene armas oficiales certificadas por el Rey de armas y tienen escudos heráldicos y heráldica procedentes de varias Secciones del Archivo Histórico Nacional de España, así como de la Real Chancillería de Valladolid, Salas de los Hijodalgos y de Vizcaya, etc. En resumen, los del apellido Águila han realizado alguna prueba de nobleza o hidalguía.

## Personas relevantes en América con el Apellido Águila
- Javier Baron Del Águila Baron Del Águila
- Emilia Águila Primera dama de México
- Mario Águila Bernal Revolucionario Cubano
- Joaquín Maass Águila Militar de la Revolución Mexicana y gobernador de Coahuila

- Datos: Q16144343
- Multimedia: Águila (surname) / Q16144343